# العماهي (بعدان)

تعديل مصدري - تعديل

العماهي هي إحدى قرى عزلة الحرث بمديرية بعدان التابعة لمحافظة إب، بلغ تعداد سكانها 1289 نسمة حسب تعداد اليمن لعام 2004.